# Aladakatti K.M, Parasgad
Aladakatti K.M là một làng thuộc tehsil Parasgad, huyện Belgaum, bang Karnataka, Ấn Độ.